# Era dourada

A Era Dourada por Pietro da Cortona.

O termo era dourada (ou suas variantes: Idade de ouro, Era de ouro, etc.) vem da mitologia grega, sendo descrita na obra "Os Trabalhos e os Dias" de Hesíodo. Refere-se ao mais antigo período da mitologia grega, que divide a evolução da espécie humana em cinco períodos:
- Idade de Ouro;
- Idade de Prata;
- Idade de Bronze;
- Idade heroica; e
- Idade de Ferro.

Foi duma época ideal, ou utopia, quando o gênero humano era puro e imortal, um período de paz, harmonia, estabilidade e prosperidade. Segundo Hesíodo, a era dourada acabou com a abertura da Caixa de Pandora.
Na mitologia grega clássica, a Idade de Ouro foi presidida pelo Titã Cronos, mas algumas versões do mito, dizem que essa era foi regida por Astraea.
A tradição literária pastoral europeia frequentemente retratava ninfas e pastores vivendo uma vida de inocência e paz rústicas, ambientados em Arcádia, uma região da Grécia que era a morada e o centro de adoração de sua divindade tutelar, Pã com pés de cabra, que morava entre eles.
Ideias semelhantes podem ser encontradas nas tradições religiosas e filosóficas do Extremo Oriente. Por exemplo, o védico, ou antiga cultura hindu, via a história como cíclica composta de yugas alternando com idades da Escuridão e Dourada. A Kali Yuga (Idade de Ferro), Dvâpara Yuga (Idade de Bronze), Tetrâ Yuga (Idade de Prata) e Krita Yuga (Idade de Ouro) correspondem às quatro idades gregas. Convicções semelhantes podem ser encontradas no antigo Oriente Médio, e por todo o mundo antigo.
De acordo com Giorgio de Santillana, ex-professor de história do Instituto Tecnológico de Massachusetts, e co-autor do livro Hamlet's Mill, há mais de 200 mitos e histórias folclóricas em mais de 30 culturas antigas, que falam de um ciclo de idades vinculado ao movimento dos céus. Alguns utopistas, tanto políticos quanto religiosos, sustentam que a "era dourada" retornará depois que for concluído um período de bem-aventuranças e progressiva decadência. Outros proponentes, incluindo muitos hindus dos dias modernos, acreditam que uma era dourada retornará gradualmente como uma conseqüência natural da mudança dos yugas.
Algumas obras pastoris de ficção retratam a vida em uma imaginária Arcádia como sendo a continuação da vida na "idade dourada"; os pastores de tal terra não se permitiam ser corrompidos pela civilização.

## História
Tanto na Europa como também no Oriente Médio, a ideia de uma "era dourada" faz parte de uma interpretação mítica da história, que divide a história em várias idades conseqüentes (ou, predominantemente no Oriente Médio) em impérios ou épocas históricas). A "era dourada" (na Índia a Krita Yuga) é distinguida por ter sido a primeira e a melhor era, seguida pela era de prata e assim por diante. A última e a pior era é a Kali Yuga, na qual a decadência da civilização atinge seu nadir. Esta percepção da história é então diretamente oposta ao atual paradigma linear, que não reconhece nenhum movimento cíclico. A teoria das eras históricas é geralmente vista como uma expressão mítica de uma filosofia da história marcada pelo pessimismo cultural, ou simplesmente a crença de culturas primitivas. Alguns teóricos modernos, tais como Walter Cruttenden, autor de Lost Star of Myth and Time, acreditam que o ciclo das eras tem uma base indiretamente, de fato, devido ao movimento do sistema solar em torno de outra forma.

### Antiguidade grega e romana
O mito das eras aparece primeiramente na Europa nos escritos de Hesíodo no final do século 8 a.C. e início do século 7 a.C. Em sua obra Os Trabalhos e os Dias, Hesíodo descreve a era da Raça dos Mortais Dourados na qual o deus Cronos (pai de Zeus) reinou. Nesta era, Hesíodo escreve, que os humanos viviam em absoluta paz, despreocupado como os deuses porque eles nunca envelheciam e a morte era como cair no sono. A principal característica dessa era, de acordo com Hesíodo, era a de que a terra produzia comida em abundância, de modo que a agricultura era uma atividade supérflua. Esta característica também define quase todas as versões posteriores do mito.
Platão, escreveu o diálogo Crátilo, no qual, referiu-se a uma era de homens de ouro e também, com certa extensão, às Idades do Homem, descritas por Hesíodo.
O poeta romano Ovídio, que reduziu o número de idades para quatro, por meio da supressão da era heroica, foi, provavelmente, a principal fonte para a transmissão do mito da Idade de Ouro, durante o período em que a Europa Ocidental perdeu o contato direto com a literatura grega.
Segundo Hesíodo, a Idade de Ouro terminou depois que o titã Prometeu ensinou à humanidade como fazer o fogo e todas as outras artes. Por isso, Zeus puniu Prometeu acorrentando-o a uma rocha no Cáucaso, onde uma águia comia seu fígado eternamente.
Além disso, Zeus enviou a bela donzela Pandora a Epimeteu, que era irmão de Prometeu. Pandora recebeu uma caixa que estava proibida de abrir; no entanto, sua curiosidade incontrolável a levou a abrir a caixa, liberando todo tipo de mal no mundo.
A Escola órfica, um movimento religioso da Trácia que se espalhou pela Grécia no século VI a.C., mantinha convicções semelhantes, inclusive as denominações de eras com metais. Alguns órficos identificaram a "era dourada" com a época do deus Fanes, que era o governante do Olimpo antes de Cronos. No século V a.C., o filósofo Empédocles enfatizou a ideia da paz original, inocência e harmonia em toda a natureza, inclusive na sociedade humana.

## Mitologia
Na mitologia clássica, a "era dourada" ocorreu durante o governo de Cronos. Paz e harmonia predominaram durante esta era. Os humanos não envelheciam, mas morriam pacificamente. A primavera era eterna e as pessoas eram alimentadas com bolotas de um grande carvalho, com frutas silvestres e mel que gotejava das árvores. Os espíritos daqueles homens que morriam eram conhecidos como Aimones e posteriormente serviram como mentores para os antigos gregos (que consideravam que eles próprios viviam no período final da era férrea).
Dentro das sucessões ou ciclos de eras, a era dourada fica a par da era prateada e da era férrea, e as condições podem melhorar ou declinar de acordo com as concepções de progressão mítica de cada um.

## Cristianismo
Na tradição cristã, a "era dourada" é identificada com o Éden. Considera-se que voltará durante o reinado de Cristo que nunca terminará.